# Улица кнеза Милоша (Београд)
| Улица · кнеза Милоша | Улица · кнеза Милоша             |
| -------------------- | -------------------------------- |
|                      |                                  |
| Општина              | Савски венац, Врачар, Стари град |
| Почетак              | Мостарска петља                  |
| Крај                 | Дом Народне скупштине            |
| Дужина               | 1.600 m                          |
| Ширина               | 28 m                             |
| Створена             | пре 19. века                     |
| Названа              | 1858.                            |
| Стари називи         | Топчидерски друм                 |
|                      |                                  |
|                      |                                  |
|                      |                                  |

Улица кнеза Милоша је једна од централних улица у Београду. Налази се у општини Савски венац и делом на Врачару и Старом граду. Пружа се од Мостарске петље до Дома Народне скупштине и дуга је 1.600 метара. Данас се у њој налазе бројна министарства при Влади Србије, међународна представништва, амбасаде, као и седиште Градске општине Савски венац.
Настала је за време владавине кнеза Милоша, чије је и име касније понела. У то време звала се „Топчидерски друм“ и повезивала је Топчидер са центром града. У овој улици се налазило прво шеталиште, корзо, Београђана, пре Кнез Михаилове. Њеном трасом пролазила је и једна од првих трамвајских линија у граду. На углу са краљице Наталије налазила се зграда скупштине Краљевине Србије - касније је ту био биоскоп "Одеон" а срушена је 1940. ради зидања Зграде пензионог завода за службенике. Северни део улице, до Краља Милана, пре Другог светског рата се звао Краља Фердинанда.
Овде се налази Дом Удружења југословенских инжењера и архитеката у Београду.
На углу са Крунском се половином 19. века налазила пошта - само два указна чиновника су задовољавала 20.000 становника.
У броју 12 улице Милоша Великог пре рата се налазила "дугачка, неугледна кућа" у којој је радио Суд за заштиту државе, а пре тога ту је дуго било Министарство финансија и Главна контрола. То је била друга по реду државна грађевина у Београду, после конака Кнеза Милоша, тј. кнегиње Љубице, код Саборне цркве, грађена је 1829-36, првобитна је била намењена Милошевим синовима, Милану и Михаилу. По њеном завршетку, поред ње је засађен први јавни парк у Београду, Финансијски парк, за који се каже да је посечен почетком 1920-тих ради градње зграде Министарства финансија, у броју 20. Кнез Михаило је овде 1841. приредио први јавни велики бал.

## Галерија
- Улица тридесетих година 20. столећа
- Битка за Београд 1944.
- Зграда Генералштаба, оштећена током НАТО агресије
- Зграде Владе Републике Србије